# Girlfriend (canción de Avril Lavigne)
«Girlfriend» —en español: «Novia»— es una canción interpretada por la cantante canadiense Avril Lavigne, lanzada el 10 de febrero de 2007 como el primer sencillo de su tercer álbum de estudio, The Best Damn Thing (2007). Lavigne y Dr. Luke la compusieron, mientras que este último la produjo. De manera general, es una pista de teen pop y pop rock, con influencias de pop punk que habla sobre «quitarle el novio a otra chica».
Recibió en general comentarios positivos por parte de los críticos, algunos de ellos la nombraron «una de las mejores canciones de Lavigne». Comercialmente, logró llegar a la primera posición en las listas de Irlanda, Austria, Italia, Suecia y en el conteo estadounidense Billboard Hot 100. De acuerdo con Apple Inc, fue el cuarto tema con más descargas digitales en iTunes. Además, vendió más de 7 300 000 copias alrededor del mundo en el 2007, haciéndolo el sencillo más vendido del año y uno de los sencillos más vendidos en el mundo. En las listas decenales, se colocó en las posiciones noventa y cuatro, cuarenta, y treinta y ocho de las listas Billboard Hot 100, Digital Songs y Ringtones, respectivamente. El 27 de octubre de 2007, se editó una versión remezclada del tema con la participación de la rapera Lil Mama, quien también apareció en el nuevo videoclip.
«Girlfriend» ganó el galardón a «mejor canción del año» en los MTV Europe Music Awards y MTV América Latina de 2007 y en los Kids Choice Awards de 2008. Además, fue nominada a los premios de «elección de los fanáticos» y «sencillo del año» en los Juno Awards.

## Descripción

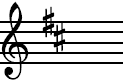
«Girlfriend» está compuesta en la tonalidad de re mayor.

«Girlfriend» fue escrita por Lavigne junto a Dr. Luke y producida por este último. En diciembre de 2006, la cantante anunció el lanzamiento de su tercer álbum de estudio y de su nuevo sencillo, diciendo que:

¡Hola chicos! Me siguen preguntando sobre mi nuevo disco, titulado [...] así que que quiero darles la información directamente [...] Llamé al álbum The Best Damn Thing y el primer sencillo se titula «Girlfriend». El sencillo será lanzado en febrero y el disco en abril.

En una entrevista con MTV, comentó que escribió «Girlfriend» cuando estaba ebria. Además, dijo que «con mi nueva canción "Girlfriend", en el segundo en el que canté la melodía, las letras salieron: "I don't like your girlfriend". El estribillo fue escrito en dos minutos. No me tomó mucho».
«Girlfriend» es un tema de géneros pop punk, power pop y pop rock. Está compuesta en la tonalidad de re mayor con un tempo moderado de 152 pulsaciones por minuto. El registro vocal de la cantante se extiende desde la nota la♯3 hasta la re♯5. La canción habla sobre «quitarle el novio a otra chica». En la letra, Avril provoca a su enemiga con varias ofensas. La revista en línea PopMatters la comparó con «Mickey» de la cantante Toni Basil. Arista Records la lanzó el 10 de febrero de 2007 como el primer sencillo del tercer álbum de estudio de la cantante, The Best Damn Thing. Además, tiene versiones en sencillo en CD en alemán, italiano, inglés, portugués, español, japonés, francés y mandarín. También se iba a grabar una versión en hindi, pero se canceló ya que a que Lavigne le costó pronunciar el idioma.

## Recepción

### Crítica
De acuerdo al periódico The New York Times «Girlfriend» es la mejor canción de Lavigne, ya que resulta de una mezcla entre «ecos y ataques sonoros». De igual manera, comentó que Avril bien podría seguir los pasos de otra famosa cantante canadiense, Shania Twain. El portal en línea de la BBC la llamó «enérgica» y dijo que «tiene un sonido menos grave en contraste con sus canciones anteriores». Algunos críticos han mencionado que la letra insita las mujeres a «quitarle» el novio a otra chica. En el sitio británico Digital Spy mencionó que la canción recuerda un poco la melodía de «Mickey», y que gracias a este sencillo Lavigne regresó al género de pop rock, caracterizado por riffs hechos con guitarra.
Bill Lamb de About.com comentó que «Girlfriend» contiene «un montón de energía y actitud punk, [combinados] con mucha diversión». De acuerdo con Lamb, la canción podía ser comparada con otro de los éxitos de Lavigne, «Complicated», aunque en esta se presentan ciertas emociones complicadas y un tanto maduras, sin embargo, en «Girlfriend» la artista parece haber vuelto a unas melodías más infantiles. Asimismo, señala que esto sea debido a que la cantante ya no participa con el grupo The Matrix, los encargados de su producción en tiempos anteriores, y que tenga que ver más con Lukasz Gottwald, alias «Dr. Luke», quien se encontraba supervisando diversas canciones de género pop en aquel entonces. El sitio de Entertainment Weekly, los críticos Leah Greenblatt y Simon Vozick Levinson, comentaron que la canción era «divertida, pero muy grosera» además de parecer una «repetición» de las canciones «Mickey» de Toni Basil (1982) y de «Hollaback Girl» de Gwen Stefani (2005).
La revista Rolling Stone comentó que «Girlfriend» es una de las grandes canciones de Lavigne y que las demás canciones que aparecen en su álbum The Best Damn Thing, a excepción «Contagious» son «lentas». El sitio web brasileño Portal G1 menciona que el sencillo tiene una cierta característica que comparte con otras canciones de la artista: tiende a ofender, ya que la letra presenta a Lavigne insultando a su «rival» con numerosas ofensas.

### Recepción comercial
«Girlfriend» tuvo una buena recepción comercial a nivel mundial. De acuerdo con Apple Inc, fue el cuarto tema con más descargas digitales de iTunes en 2007. Además, vendió más de 7 300 000 copias alrededor del mundo en el 2007, haciéndolo uno de los sencillos más vendidos en el mundo. En América, logró ingresar en las principales listas de los Estados Unidos y Canadá. El 8 de marzo de 2007, debutó en la quinta posición de la lista estadounidense Billboard Hot 100, con más de 122 000 copias vendidas. En la edición del 5 de mayo del mismo año, llegó al primer puesto, convirtiéndose en el primer sencillo número uno de la cantante en esa lista. Para julio de 2013, había vendido más de 3 612 000 copias en dicho país. Además, la Recording Industry Association of America lo certificó con dos discos de platino. En Canadá, alcanzó la primera posición en la lista Canadian Hot 100 el 2 de junio de 2007. Hasta enero de 2008, había vendido más de 83 700 descargas digitales en dicho país. 
En Brasil, tuvo una buena aceptación en las radios. En el 2007, se convirtió en la sexta canción más reproducida en las radioemisoras en Brasil, según una encuesta realizada por el portal de noticias IG. Además, recibió la certificación de disco de platino por parte de la ABPD, por la venta de más de 100 000 descargas digitales en ese país.
En Europa, tuvo una buena recepción. Alcanzó la posición número uno en Irlanda, Austria, Italia y Suecia. Por otro lado, llegó a las posiciones segunda, tercera y trigésimo cuarta en Francia, Suiza y Países Bajos, respectivamente. En Bélgica, alcanzó las casillas ocho y siete en las regiones de Valona y de Flamenca, respectivamente.
En Asia, la canción logró ingresar a la lista japonesa Top 100, publicada por la Oricon. Para 2008, fue certificada con un disco de diamante por vender más de un millón de copias en dicho país.
En Oceanía, tuvo una buena recepción. El 15 de abril de 2007, debutó en la posición tres en la lista australiana Australian Singles Chart. La siguiente semana, subió hasta el primer puesto y se mantuvo allí por seis semanas no consecutivas. Asimismo, recibió la certificación de cuatro discos de platino por parte de la ARIA. En Nueva Zelanda, debutó en la tercera posición en la lista Top 40 el 2 de abril de 2007. En la edición del 7 de mayo del mismo año, alcanzó el primer puesto.
A día de hoy ha vendido más de 16 millones en todo el mundo convirtiéndose en el mayor éxito de Lavigne y en uno de los sencillos más vendidos en el mundo.

### Reconocimientos
«Girlfriend» fue incluida en la lista de las mejores canciones del 2007 por parte de la revista Rolling Stone. Asimismo, la edición brasileña de la revista la colocó en la decimosexta posición de su lista de «las mejores canciones internacionales». Además, ganó la categoría de «mejor canción» en los MTV Europe Music Awards de 2007.
Bill Lamb de About.com la ubicó en la casilla trigésimo séptima de su lista de «las mejores canciones pop de 2007». Además, ganó el premio a «mejor canción del año» en los Imperio Music Awards. El vídeo musical de «Girlfriend» recibió el premio de platino por parte de MTV, ya que fue reproducido más de 6 000 veces en dicho canal. Además, fue el sexto vídeo con más reproducciones en el año. En los Kids Choice Awards de 2008, ganó el reconocimiento a «mejor canción».

## Problemas legales
Avril Lavigne fue acusada de un supuesto plagio. El grupo estadounidense The Rubinoos empezaron una serie de acciones legales contra Lavigne, ya que supuestamente su canción «I wanna be your boyfriend» lanzada en 1979, tenía referencias implícitas en la canción «Girlfriend». En esta canción, Avril canta un estribillo que rima «Hey hey, you you, I could be your girlfriend» —«Oye oye, tu tu, yo puedo ser tu novia»— lo que da un parecido notorio con la frase «Hey hey, you you, I wanna be your boyfriend» —«Oye oye, tu tu, yo quiero ser tu novio»—, la cual se escucha en la canción de The Rubinoos. Terry McBride, el agente de Avril, defendió a la cantante, afirmando que ella nunca había oído del grupo y que su canción se trataba de un éxito menor, teniendo en cuenta que su lanzamiento fue muy anterior al de Lavinge. Acerca de las similitudes que alegaban, dijo que el término «hey you» es utilizado en muchas otras melodías, y que incluso el grupo The Rubinoos podría ser acusado por las mismas razones de plagio por tener un verso similar en una de sus canciones, paralela a la de «Hey! You!» de «Get off of My Cloud» de los Rolling Stones. Al final, ambos llegaron a un acuerdo, en el que se estipulaba que las semejanzas entre las dos canciones eran bastante comunes en las letras de varias canciones.

## Versiones oficiales
| «Girlfriend»—Descarga digital |              |          |  |
| N.º                           | Título       | Duración |  |
| 1.                            | «Girlfriend» |          |  |

| «Girlfriend»—Sencillo en CD |                       |          |  |
| N.º                         | Título                | Duración |  |
| 1.                          | «Girlfriend (Lado A)» |          |  |
| 2.                          | «Alone (Lado B)»      |          |  |

## Video musical
El videoclip para la canción fue dirigido por The Malloys, y fue grabado en los estudios Gold N' Stuff, ubicados en Norwalk, California. Presenta a dos chicas interpretadas por Lavigne, una de ellas representa a «Betty», una coincidencia con el famoso personaje colombiano de «Betty, la fea», la cual ha tenido diversas versiones en todo el mundo. Esta es una chica pelirroja, con anteojos y algo malhumorada, y es quien debe «competir» por su novio con otra chica gótica, quien tiene dos amigas, una morena y una chica rubia. La vestimenta que usó Lavinge en ciertas secuencias del video consisten en unos mini-shorts con un estampado a cuadros azules, una camiseta ajustada blanca, unas medias largas junto con par de tacones altos. El costo total para la realización del vídeo superó el millón de dólares estadounidenses. El videoclip se convirtió en uno de los más reproducidos en toda la historia de YouTube, pues alcanzó más de 120 millones de visitas en 2007. En 2013, superó las 199 millones de visualizaciones. Se hicieron una serie de acusaciones no confirmadas de que una gran parte de estas visualizaciones fueron hechas por parte del club de fanáticos de AvrilBandAids, el cual lanzó un sistema automático de red en las computadoras de los usuarios para que el vídeo se reproduciera cada 15 segundos. Sin embargo, el periódico Folha de S. Paulo contactó con el departamento de comunicaciones de YouTube; debido a esto el diario brasileño escribió que la página de videos estaba investigando estos casos.
«Girlfriend» terminó siendo el segundo vídeo más popular de Youtube, y el más visto de la década de 2000, con más de 130 millones de visitas. La agencia Reuters de Estados Unidos publicó un documento en el que estipulaba que YouTube debía renovar su licencia sobre derechos de autor con Sony Music Entertainment, con el fin de que se publicaran los vídeos sin ningún problema legal. Un escuadrón de soldados mujeres de Israel intentó bailar una coreografía sincronizada basada en el vídeo, mientras patrullaba las ciudades de Hebrón, Cisjordania. Este hecho fue filmado y divulgado por las televisoras israelíes, y después subido a internet, lo causó que los noticieros dieran una nota al respecto. Este video consiguió más de medio millón de visitas durante la primera semana que fue subido al sitio web.
Para agosto de 2022 el video ha alcanzado más de 600 millones de visitas convirtiéndose en el video más visto en el canal de Lavigne y se mantiene como uno de los videos más vistos de la década de 2000.

## Interpretaciones en vivo
El 17 de abril de 2007, Lavigne interpretó «Girlfriend» en el programa Late Show with David Letterman. El 17 de junio de mismo año, la cantó en la ceremonia de los MuchMusic Awards 2007. En 2008, la cantante incluyó al sencillo en su gira The Best Damn Tour, la cual inició el 5 de marzo de ese año.

## Compilaciones e impacto en otros medios
«Girlfriend» fue incluida en los disco recopilatorios So Fresh 2008 y Brit Awards 2008: Brit Hits - The Album of the Year. De igual manera, figuró en el álbum Pop Years 2000er: Stars. En el videojuego Band Hero, una extensión de la serie de Guitar Hero, el sencillo aparece como una de las melodías para seleccionar.
La canción es la primera pista que aparece en la colección de éxitos titulada Ö3 Greatest Hits, Vol. 38, lanzada en 2007. Asimismo, aparece como el octavo tema en el disco Hit Box: The Very Best of 2007, y en Ultra Weekend, Volume 4. Además, apareció en el disco Juno Awards 2008. La discográfica Sony BMG lanzó una colección llamada Supersales 2007, en la que se incluían a los discos más vendidos en dicho año; por ende, The Best Damn Thing fue incorporado a dicho compendio y «Girlfriend» figuró en él. En el juego We Cheer 2, título que simula piruetas a manera de una porrista, el sencillo aparece dentro de la lista de canciones a escoger.
La canción fue usada para promocionar el tráiler de la película Bring It On: In It to Win It.
Una versión de la canción la interpretó Lil Mama para el programa televisivo de Nickelodeon iCarly. «Girlfriend» también apareció en la comedia The House Bunny en 2008. La compañía de refrescos Pepsi lanzó una colección de once discos compactos, en donde la canción se encuentra en el segundo disco. En el juego PictureBook Games: Pop-Up Pursuit, lanzado para las consolas Wii y Nintendo DS, «Girlfriend» figura como la canción principal. De igual manera, apareció en los juegos Celebrity Sports Showdown, Boogie Superstar, y en Guitar Rock Tour. Este último para Nintendo DS y iPhone. La empresa Electronic Arts utilizó la canción para su videojuego Burnout Paradise, ya que según la compañía la pista le daba un toque variado al disco. Asimismo, fue utilizada para la secuela Burnout Dominator disponible para PlayStation 2 y PSP, juego que salió a la venta en 2007. El sencillo fue recopilado en las colecciones de Pop Hits, y en la versión de 2008 de Much Dance.

## Girlfriend (Dr. Luke Remix)
El 27 de octubre de 2007, se editó una versión remezclada del tema con la participación de la rapera Lil Mama, quien también apareció en el nuevo videoclip. Sus compositores fueron  «Dr. Luke», Lil Mama y Avril Lavigne. Mamma dijo que siempre quiso trabajar con Lavigne, pero nunca pudo porque no la conocía personalmente. Además, dijo que siempre supo que la cantante era talentosa.
De esa versión se editaron remezclas en francés, portugués, mandarín, lituano,  tupi, vasco y yoruba, las cuales fueron mezcladas por Serban Ghenea y Chris Lord-Alge. El videoclip recibió una nominación en los MTV Asia Awards de 2008 en la categoría de «mejor colaboración». Otra versión fue incluida en la banda sonora de la serie de Nickelodeon iCarly.

## Versiones
| Girlfriend Remixes- Ringtone/Single |                                 |          |  |
| N.º                                 | Título                          | Duración |  |
| 1.                                  | «Girlfriend» (Dr Luke Remix)    | 3:27     |  |
| 2.                                  | «Girlfriend» (versión japonesa) | 3:27     |  |
| 3.                                  | «Keep holding on»               | 4:02     |  |
| 4.                                  | «Girlfriend» (Ringtone)         | 3:27     |  |

| Girlfriend Remixes |                                 |          |  |
| N.º                | Título                          | Duración |  |
| 1.                 | «Girlfriend» (Dr Luke Remix)    | 3:27     |  |
| 2.                 | «Girlfriend» (versión japonesa) | 3:38     |  |
| 3.                 | «Keep holding on»               | 3:27     |  |

| Girlfriend Junkie XL Mix |                                       |          |  |
| N.º                      | Título                                | Duración |  |
| 1.                       | «Girlfriend» (Junkie XL Mix)          |          |  |
| 2.                       | «Girlfriend» (Junkie XL Extended Mix) |          |  |

| Girlfriend (Versión alemana explícita) |                                          |          |  |
| N.º                                    | Título                                   | Duración |  |
| 1.                                     | «Girlfriend (Versión alemana explícita)» |          |  |

| Girlfriend (Versión italiana explícita) |                                           |          |  |
| N.º                                     | Título                                    | Duración |  |
| 1.                                      | «Girlfriend (Versión italiana explícita)» |          |  |

| Girlfriend (Versión francesa explícita) |                                           |          |  |
| N.º                                     | Título                                    | Duración |  |
| 1.                                      | «Girlfriend (Versión francesa explícita)» |          |  |

## Versión de Zebrahead
En septiembre de 2009, la banda estadounidense de rapcore Zebrahead realizó una versión de «Girlfriend» y fue incluida en su álbum de estudio Panty Raid de manera exclusiva en Japón, aunque poco después fue publicado de manera mundial. La banda hizo un vídeo muy parecido al original.

## Otras versiones
| Girlfriend (Versión en portugués) (Explícita) |                                                 |          |  |
| N.º                                           | Título                                          | Duración |  |
| 1.                                            | «Girlfriend» (Versión en portugués sin censura) |          |  |

| Girlfriend (Versión en español) (Explícita) |                                               |          |  |
| N.º                                         | Título                                        | Duración |  |
| 1.                                          | «Girlfriend» (Versión en español sin censura) |          |  |

| Girlfriend (Versión en japonés) (Explícita) |                                               |          |  |
| N.º                                         | Título                                        | Duración |  |
| 1.                                          | «Girlfriend» (Versión en japonés sin censura) |          |  |

| Girlfriend (Versión en mandarín) (Explícita) |                                                |          |  |
| N.º                                          | Título                                         | Duración |  |
| 1.                                           | «Girlfriend» (Versión en mandarín sin censura) |          |  |

| Girlfriend (3 Track) |                                            |          |  |
| N.º                  | Título                                     | Duración |  |
| 1.                   | «Girlfriend» (Versão para as rádios)       |          |  |
| 2.                   | «Girlfriend» (Versión en inglés y español) |          |  |
| 3.                   | «Girlfriend» (Suggested Callout Hook)      |          |  |

## Posicionamiento en listas
| Listas (2007)                       | Mejor posición |
| ----------------------------------- | -------------- |
| Alemania (Official German Charts)   | 3              |
| Australia (ARIA)                    | 1              |
| Austria (Ö3 Austria Top 40)         | 1              |
| Bélgica (Ultratop 50) Flanders      | 8              |
| Bélgica (Ultratop 50) Wallonia      | 7              |
| Canadá (Canadian Hot 100)           | 1              |
| Canadá AC (Billboard)               | 4              |
| CIS (Tophit)                        | 39             |
| Dinamarca (Tracklisten)             | 8              |
| Escocia (Official Charts Company)   | 1              |
| Eslovaquia (Radio Top 100)          | 4              |
| España (PROMUSICAE)                 | 1              |
| Estados Unidos (Billboard Hot 100)  | 1              |
| Estados Unidos (Adult Top 40)       | 13             |
| Estados Unidos (Mainstream Top 40)  | 1              |
| Europa Digital Songs (Billboard)    | 1              |
| Finlandia (Suomen virallinen lista) | 4              |
| Francia (SNEP)                      | 1              |
| Hungría (Single Top 40)             | 1              |
| Hungría (Stream Top 40)             | 1              |
| Irlanda (IRMA)                      | 1              |
| Italia (FIMI)                       | 1              |
| Japón (Oricon)                      | 27             |
| Nueva Zelanda Hot Singles (RMNZ)    | 1              |
| Países Bajos (Dutch Top 40)         | 1              |
| Países Bajos (Single Top 100)       | 34             |
| Reino Unido (UK Singles Chart)      | 2              |
| República Checa (Rádio Top 100)     | 4              |
| Rumania (Airplay 100)               | 1              |
| Suecia (Sverigetopplistan)          | 1              |
| Suiza (Schweizer Hitparade)         | 3              |
| Ucrania Airplay (Tophit)            | 1              |

| Listas (2007)                      | Mejor posición |
| ---------------------------------- | -------------- |
| Alemania (Official German Charts)  | 25             |
| Australia (ARIA)                   | 2              |
| Austria (Ö3 Austria Top 40)        | 11             |
| Bélgica (Ultratop 50) Flanders     | 36             |
| Bélgica (Ultratop 50) Wallonia     | 26             |
| CIS (Tophit)                       | 144            |
| Estados Unidos (Billboard Hot 100) | 12             |
| Estados Unidos (Digital Songs)     | 2              |
| Estados Unidos (Radio Songs)       | 74             |
| Francia (SNEP)                     | 34             |
| Hungría (Single Top 40)            | 99             |
| Irlanda (IRMA)                     | 8              |
| Nueva Zelanda (RMNZ)               | 14             |
| Reino Unido (UK Singles Chart)     | 20             |
| Suecia (Sverigetopplistan)         | 33             |
| Suiza (Schweizer Hitparade)        | 29             |

| Listas (2000-09)                   | Mejor posición |
| ---------------------------------- | -------------- |
| Australia (ARIA)                   | 66             |
| Estados Unidos (Billboard Hot 100) | 94             |

## Certificaciones
| País           | Organismo certificador | Certificación        | Ventas certificadas | Ref     |
| -------------- | ---------------------- | -------------------- | ------------------- | ------- |
| Australia      | ARIA                   | 5x Platino           | 350 000             | [ 166 ] |
| Austria        | IFPI Austria           | Oro                  | 15 000              | [ 167 ] |
| Bélgica        | BEA                    | Platino              | 15 000              | [ 168 ] |
| Brasil         | Pro-Música Brasil      | Platino              | 100 000             | [ 169 ] |
| Canadá         | Music Canada           | 2x Platino           | 160 000             | [ 170 ] |
| Estados Unidos | RIAA                   | 7x Platino (digital) | 7 000 000           | [ 171 ] |
| Estados Unidos | RIAA                   | Platino (rigtone)    | 1 000 000           | [ 172 ] |
| Japón          | RIAJ                   | Millon (rigtone)     | 1 000 000           | [ 173 ] |
| Japón          | RIAJ                   | 3× Platino (track)   | 750 000             | [ 173 ] |
| Japón          | RIAJ                   | Oro (PC)             | 100 000             | [ 173 ] |
| Reino Unido    | BPI                    | Platino              | 600 000             | [ 174 ] |